# Brücken (Helme)
Brücken (Helme) ist seit dem 1. Januar 2009 ein Ortsteil der Gemeinde Brücken-Hackpfüffel im Landkreis Mansfeld-Südharz in Sachsen-Anhalt.

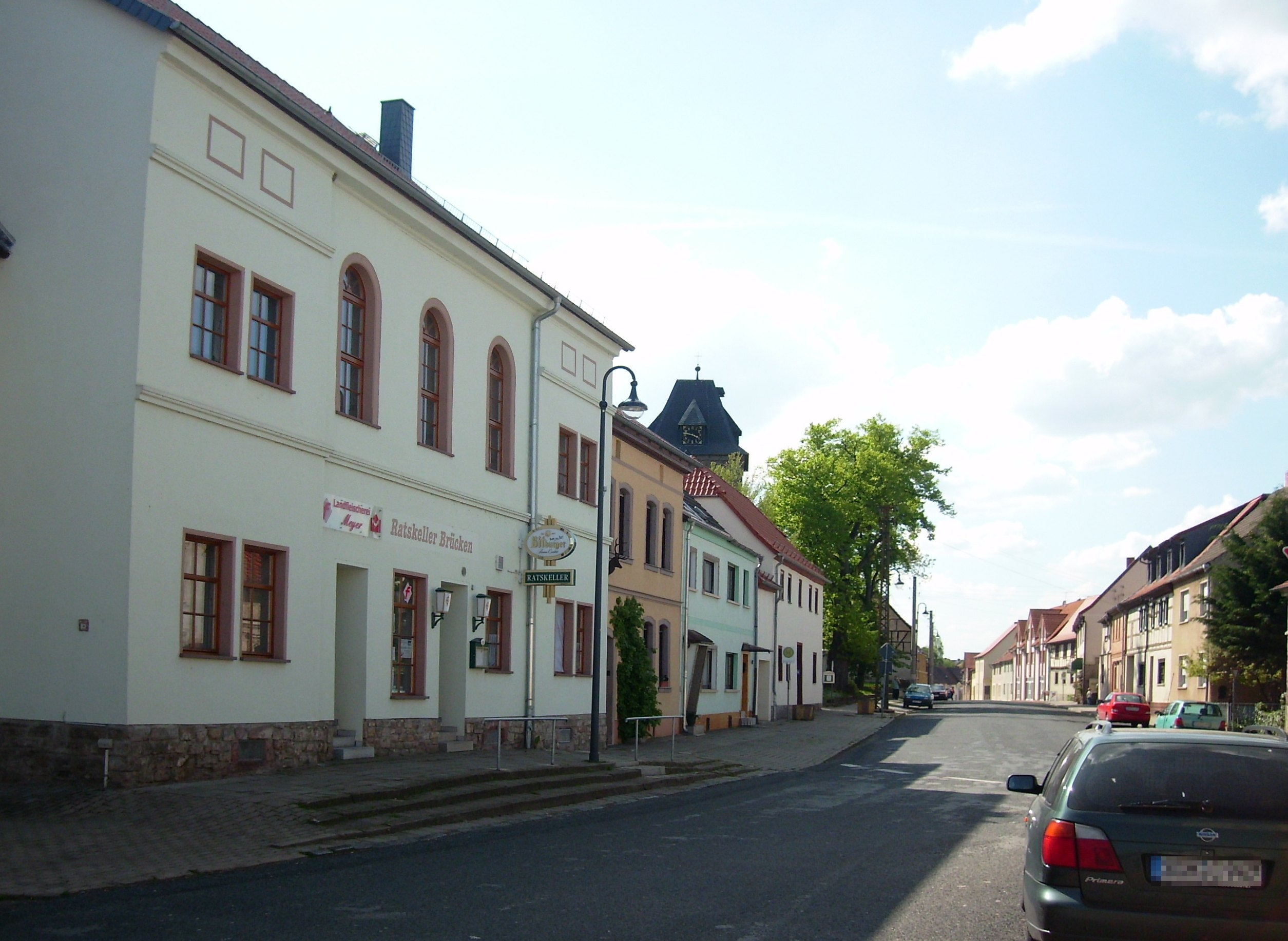
Hauptstraße in Brücken

## Geografie
Der Ort an der Helme liegt rund acht Kilometer westlich von Sangerhausen in der Nähe der Landesstraße 151 sowie der Bundesautobahn 38. Die Randzonen des Kyffhäuser-Gebirges liegen etwa sechs Kilometer südwestlich des Ortes.

## Geschichte
Zu Beginn des 9. Jahrhunderts wird Brücken in einem Verzeichnis der Güter des vom Erzbischof Lullus († 786) von Mainz erbauten Klosters Hersfeld als Trizzebruccun urkundlich erwähnt. Es gehörte zum frühen Besitz der Grafen von Beichlingen.
Am 28. August 1498 kaufte der Ritter Hans von Werthern das Schloss und den Flecken vom bisherigen Besitzer Christoph von Witzleben für 9500 Rheinische Gulden. Die Belehnung mit den Gütern erfolgte dann zu seinen Gunsten im Jahr 1501. Auf Betreiben des neuen Herrn erhielt der Flecken Brücken 1518 durch den Kaiser Maximilian I. das Stadtrecht verliehen, das in den darauffolgenden Jahrhunderten allerdings wieder verloren ging. Im Verlauf der kommenden folgenden Jahrzehnte erwarb die Familie von Werthern weiteren Besitz im Ort und Hohlstedt. Erhaltenes Dokument dieser Zeit ist das Erbbuch von Brücken aus dem Jahre 1534, dass Hans von Werthern durch seinen Vogt Andreas Sußbach anlegen ließ. Es zeigt u. a. die genaue Grenzziehung des Gerichtsbezirks an, dokumentiert die Steuerzahlungen, Urteilssprüche sowie die Verhandlungen über Urfehden. Die Handschrift gehört zu den ältesten erhaltenen Büchern der Goldenen Aue.
1538 wurde der Wiedertäufer Hans Linsenbusch seines unchristlichen und gräulichen Mißglaubens wegen mit dem Schwert enthauptet.
Brücken wurde im April 1945 von US-Truppen besetzt, die im Juli durch die Rote Armee abgelöst wurden. Damit wurde es Teil der SBZ und ab 1949 der DDR.
Am 1. Januar 2009 schloss sich die bis dahin selbstständigen Gemeinde Brücken (Helme) mit Hackpfüffel zur neuen Gemeinde Brücken-Hackpfüffel zusammen.

## Religion
Brücken gehörte ursprünglich zum Erzbistum Mainz, durch die Reformation wurde die Bevölkerung von Brücken protestantisch.
Die St.-Aegidius-Kirche, die einzige Kirche von Brücken, gehört zum Pfarrbereich Brücken im Kirchenkreis Eisleben-Sömmerda der Evangelischen Kirche in Mitteldeutschland.
Durch die Flucht und Vertreibung Deutscher aus Mittel- und Osteuropa infolge des Zweiten Weltkriegs zogen wieder Katholiken nach Brücken. Sie gehörten zunächst zur Herz-Jesu-Pfarrei in Sangerhausen. 1947 ließ sich ein katholischer Priester in Brücken nieder. 1948 wurde die Kuratie Brücken errichtet, die als Filialgemeinde zur Pfarrei Sangerhausen gehörte. Die katholischen Gottesdienste der Kuratie Brücken fanden in der evangelischen St.-Aegidius-Kirche statt, zur Errichtung eines katholischen Gotteshauses kam es in Brücken nicht. 1950 trat Kuratus Kimmel in den Ruhestand, danach wurde die Kuratie Brücken nicht mehr mit einem Priester besetzt und wieder aufgelöst. Heute gehören Katholiken in Brücken zur Pfarrei Sangerhausen.

## Politik

### Wappen
Das Wappen wurde vom Heraldiker Lutz Döring gestaltet.

## Kultur und Sehenswürdigkeiten

### Bauwerke

#### Dorfkirche St. Aegidius

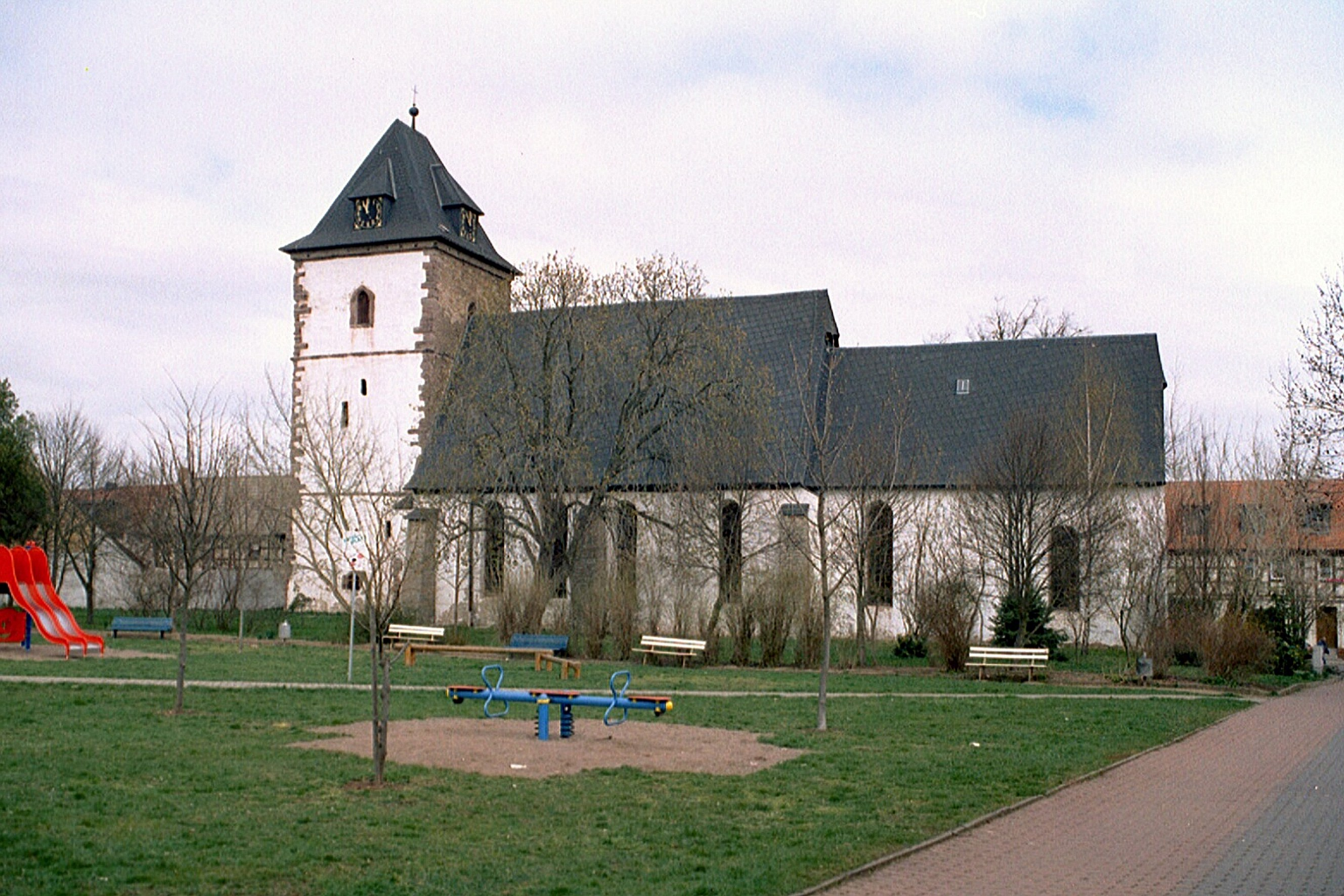
St. Aegidius in Brücken

Einschiffige Saalkirche mit zweijochigem, gerade abgeschlossenen Chorraum. Das Langhaus ist, wie für regionale Landkirchen üblich, mit einer mächtigen Holztonne überwölbt, der Chor kreuzgratgewölbt. Der Chorraum stellt den ältesten Teil der Kirche dar und wird ins 13. Jh. datiert. Um 1518 wurden dann Turm, Kirchenschiff und Chorverlängerung ergänzt. Ein Brand 1591 machte eine baldige Instandsetzung notwendig, im Rahmen derer das Chorgewölbe entstand. Zur Ausstattung zählen neben dem Epitaph für Anton von Werthern aus dem Jahr 1579, ein Taufstein von 1598 und der Altaraufsatz mit dem Gemälde „Gebet Jesu im Garten Gethsemane“ von Samuel Bottschild. Das 1703 fertiggestellte Gemälde wurde 1859 gänzlich übermalt und 1925 abermals beeinträchtigt, sodass es heute nur noch wenige Anhaltspunkte seiner ursprünglichen Qualität aufweist.

#### Schloss

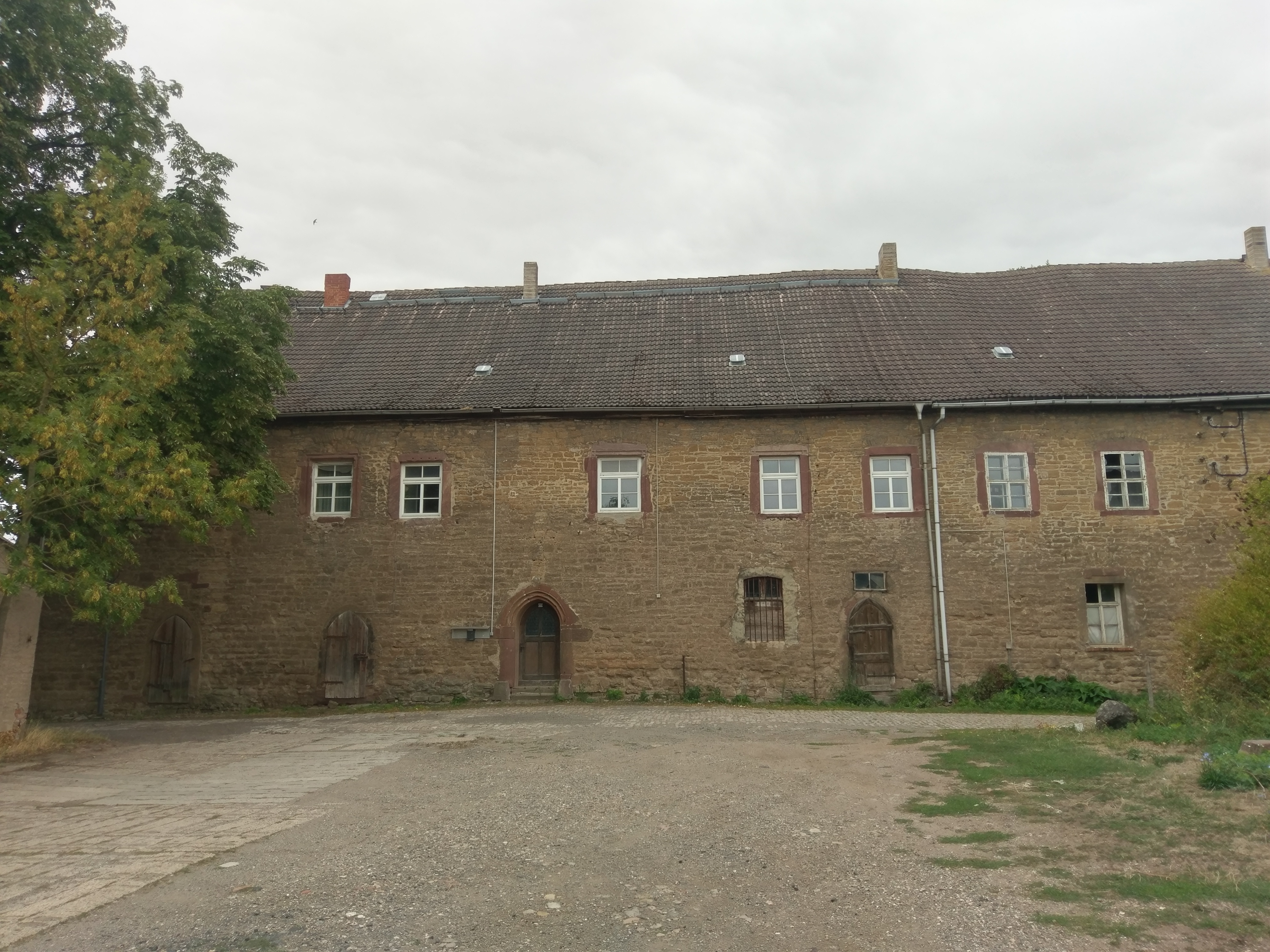
Schloss

Margaretha von Werthern ließ 1525 auf den Resten einer Wasserburg den heutigen zweigeschossigen Bruchsteinbau mit spätgotischen Türgewänden errichten. Das Gebäude ist schlicht gestaltet, abgesehen von den gotischen Sandsteinrahmen der Fenster und den mit Stabwerk verzierten Portalen. Im Erdgeschoss sind Kreuzgratgewölbe erhalten, und ein Erker an der Ostwand könnte der Überrest einer gotischen Kapelle sein.

#### Gedenksteine „Brücksche Heide“
Heinrich von Werthern ließ Ende des 19. Jh. die noch vorhandenen Heidehäuser als Sommersitz seiner Familie auf der „Brückschen Heide“, südwestlich des Dorfes errichten. Nach dem Verkauf des Schlossguts im Jahr 1905 siedelte die Familie auf die Heide um. Zu Ehren von Siegfried Freiherr von Werthern errichtete man 1935 einen als Gedenkstein gestalteten Findling mit dem Spruch „Den Seinen das Herz. Dem Vaterland die Kraft. Gott die Seele“. Es folgten in den Jahren 1934 und 1942 zwei weitere kleinere Findlinge im Gedenken an seine Söhne. Die Gedenkstätte hat sich ebenso wie die Heidehäuser bis heute erhalten.

## Persönlichkeiten
- George Meister (1653–1713), Hofgärtner und Botaniker am Kurfürstlich-Sächsischen Hof in Dresden.
- Johann Heinrich Gottlob von Justi (1717–1771), politischer und ökonomischer Denker des 18. Jahrhunderts
- Johannes Biereye (1860–1949), Pädagoge
- Lothar Trolle (1944–2025), Dramatiker und Hörspielautor